# Фонд Ruarts
Фонд Ruarts (англ. Ruarts Foundation) — фонд содействия развитию современного искусства, основанный в 2003 году коллекционером и меценатом Марианной Сардаровой. Ведет активную выставочную, издательскую и просветительскую деятельность: регулярно организует выставки, оказывает поддержку художникам, выпускает каталоги, альбомы и книги по искусству, проводит различные образовательные программы.
Один из крупнейших частных фондов содействия развитию современного искусства в России. 

## Галерея в Москве
См. Ruarts.

## Коллекция
Основу коллекции Фонда составляет неофициальное искусство послевоенного периода и современное российское искусство. На сегодняшний день собрание насчитывает более 2 тысяч произведений искусства, среди которых разнообразные виды актуальной художественной практики: живопись, графика, фотография, видео, скульптура, инсталляция, произведения пост-граффити.
В коллекции представлены следующие авторы: Михаил Шварцман, Владимир Немухин, Владимир Яковлев, Игорь Вулох, Дмитрий Краснопевцев, Тимур Новиков, Владислав Мамышев-Монро, Франсиско Инфанте, Игорь Макаревич, Олег Маслов, Ольга Тобрелутс, Леонид Пурыгин, Сергей Ануфриев, Сергей Борисов, Олег Целков, Сергей Шаблавин, Евгений Антуфьев, Айдан Салахова, Дмитрий Цветков, Александр Захаров, Виталий Пушницкий, Вита Буйвид, Андрей Бартенев, Ирина Корина, Сергей Кищенко, Тимофей Радя, Миша Мост, Алексей Лука, Дмитрий Аске и многие другие.

## Направления деятельности
Одним из ключевых направлений деятельности фонда Ruarts является работа в области просвещения и образования, включающая проведение лекций, дискуссионных мероприятий, мастер-классов для взрослых и детей, а также издание иллюстрированных каталогов, альбомов и книг по искусству.
Своей задачей Фонд видит объединение усилий кураторов, художников и исследователей для установления диалога со зрителем.
Фонд активно взаимодействует с другими культурными институциями и музеями, поддерживает значимые художественные проекты на других площадках и реализовывает грантовую программу для молодых художников уличной волны.

### Выставочная программа
- По головам. 0331с. 2020. Совместно с Музеем Вадима Сидура и Московским музеем современного искусства, Москва[8]
- Саша Фролова. Fontes Amoris. 2020. Совместно с Московским музеем современного искусства. ММОМА, Москва[9]
- Небо всегда ясное. Йоко Оно. 2019. Совместно с Московским музеем современного искусства. ММОМА, Москва[10]
- ARCA. 2019—2021. Совместно с Московским музеем современного искусства. ММОМА, Москва[11]
- Натурфилософия. Михаил Розанов, Андрей Карагодин. 2019. Царское Село, Санкт-Петербург[12]
- Части стен. 2018. ЦВЗ Манеж, Санкт-Петербург[13]
- Форс-мажор. Шепард Фэйри. 2018. ММОМА, Москва[5]
- Zeitgeist. Сергей Борисов. 2018. Выставочный центр SKLAD, Пловдив, Болгария[14]
- Zeitgeist. Сергей Борисов. 2018. Национальная галерея, София, Болгария[15]
- Versus. Зураб Арабидзе. 2018. Музей современного искусства, Тбилиси, Грузия[16]
- Невский проспект. Вита Буйвид. 2017. Проект ‘Personal Structures’, Палаццо Бембо. Венеция, Италия[17]
- Zeitgeist. Ретроспектива Сергея Борисова. 2017. ММОМА, Москва[18]
- Журнал наблюдений. Сергей Кищенко. 2017. ВИР, Санкт-Петербург[19]
- Сажа. Женя 0331с и Гриша. 2017. ММОМА, Москва[20]
- Терпеть. Кир Эсадов. 2017. Центр «Красный», Москва[21]
- Моя любовь не струйка дыма. Вита Буйвид. 2016. ММОМА, Москва[22]
- Выставочная программа в рамках Российского открытого кинофестиваля «Кинотавр». 2016—2019. Зимний театр, Сочи[23]
- Скажи: Я тебя люблю! Андрей Бартенев. 2015. ММОМА, Москва[24]
- Трансляция времени. Игорь Вулох, Евгений Дыбский. 2008. Галерея Ruarts[25]
- Неоклассицизм. Часть I. Художники круга Тимура Новикова. 2005. Галерея Ruarts[26]

### Издательская программа
- Альбом "По головам". 0331с. 2020[27]
- Фото-альманах «Части стен 2». Алексей Партола. 2018[28]
- Альбом «Сажа». 0331с, Гриша. 2017
- Альбом «Моя любовь не струйка дыма». Вита Буйвид. 2016
- Альбом «Студия 50 А». Сергей Борисов. 2014
- Книга «Мемуары арт-дилера». Ричард Фейген. 2004[29]

### Образовательная программа
- Проект «Арка». Совместно с Образовательным центром ММОМА
- Форум уличного искусства. Совместно с Институтом исследования стрит-арта. 2019. Образовательный центр ММОМА, Москва[30]
- Цикл лекций Василия Кудрявцева о фотографии и музыке. 2017. Галерея Ruarts[31]
- Цикл лекций Дмитрия Аске о граффити и стрит-арте. 2016. Галерея Ruarts[32]

### Гранты
- Грант для российских стрит-арт художников[33]. 2015—2019. Совместно с Творческим объединением «Артмоссфера»

### Аукционы
- Аукционы искусства уличной волны[34]. 2015—2020. Совместно с Творческим объединением «Артмоссфера»